# Pereute swainsoni
Pereute swainsoni is een vlindersoort uit de familie van de Pieridae (witjes), onderfamilie Pierinae.
Pereute swainsoni werd in 1832 beschreven door Gray.